# Funastrum cynanchoides
Espèce
Funastrum cynanchoides est une espèce de plante à fleurs de la famille des Asclepiadaceae, originaire du sud des États-Unis et du Mexique.
Elle est parfois appelée Sarcostemma cynanchoides.

## Description morphologique

### Appareil végétatif
Cette plante se présente sous la forme de tiges lisses, rampantes, contenant un latex de couleur laiteuse. Ces tiges peuvent atteindre 3 m de longueur et grimpent souvent sur les buissons alentour. Les feuilles, d'environ 6 ou 6,5 cm de long, sont opposées. Assez étroites, ces feuilles peuvent être lancéolées ou presque triangulaires et présentent, près de leur base, une ou plusieurs glandes situées sur la nervure centrale.

### Appareil reproducteur
La floraison a lieu entre avril et août.
L'inflorescence est une ombelle pouvant atteindre 10 cm de diamètre. Chaque fleur, d'un diamètre de 1 à 1,5 cm, a une forme étoilée. Elle possède 5 sépales surmontés de 5 pétales pointus et velus, de couleur blanche, rose-violacé ou rose, ou encore un mélange de ces trois couleurs. Les organes reproducteurs forment une colonne centrale portant 5 capuchons blancs, grossièrement sphériques.
Le fruit est une capsule de 7,5 cm de long, duveteux, qui contient de nombreux akènes reliés à une soie leur permettant d'être soulevés et emportés par le vent.

## Répartition et habitat
L'aire de répartition de cette espèce couvre une partie du Mexique et du sud-ouest des États-Unis (Californie, Utah, Oklahoma et Texas).
Elle pousse principalement dans les zones désertiques, mais on peut la voir aussi dans des plaines ou zones broussailleuses arides.